# Björkeryd
Björkeryd är en småort i Fridlevstads socken i Karlskrona kommun i Blekinge län.
Orten ligger vid Björkerydssjön och Nättrabyån.